# Волома (река)
Во́лома (Со́на) — река в России, протекает по территории Муезерского и Медвежьегорского районов Карелии. Впадает в Сегозеро. Длина реки — 138 км, площадь водосборного бассейна — 2070 км².

## География и гидрология
Среднегодовой расход воды в районе деревни Венгигора (35 км от устья) составляет 20,27 м³/с.
| Средний расход воды (м³/с) реки Волома по месяцам с 1972 по 1988 гг. (замеры производились на гидрологическом посту в районе деревни Венгигора) |

## Бассейн

### Притоки
(указано расстояние от устья)
- 45 км — река Лазаревская (пр)
- 74 км — река Аминдомаоя (лв)
- 76 км — река Пелкула (пр)
- 113 км — река Талвиесдеги (пр)

### Озёра
Кроме озёр бассейна рек Лазаревской, Аминдомаоя, Пелкулы и Талвиесдеги, а также Сонозера к бассейну Воломы также относятся озёра:
- Волома — исток Воломы.
- Купинасъярви
- Хагоярви (водораздельное: относится также к бассейну реки Сонго)
- Кужарви
- Екондъярви
- Педроярви
- Куранъярви (через озеро протекает р. Волома)
- Большое Кемяярви
- Елозеро (через озеро протекает р. Волома)
- Хожозеро
- Самсоново
- Витчеозеро
- Сонозеро (через озеро протекает р. Волома)

## Данные водного реестра
По данным государственного водного реестра России относится к Баренцево-Беломорскому бассейновому округу, водохозяйственный участок реки — Сегежа до Сегозерского гидроузла, включая озеро Сег-озеро. Речной бассейн реки — бассейны рек Кольского полуострова и Карелии, впадает в Белое море.

## Панорама

Панорама

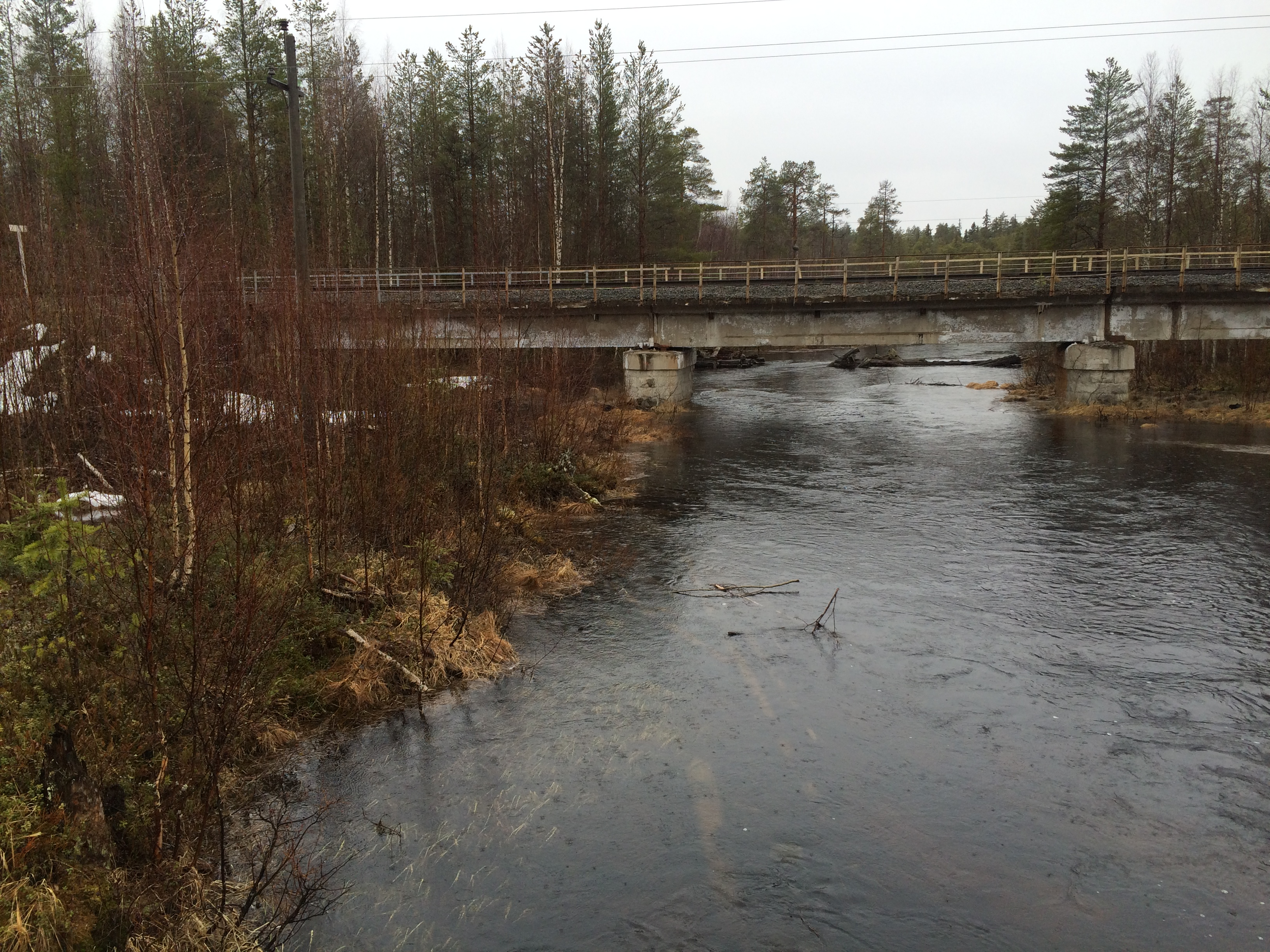
Вид с автомобильного моста против течения.